# Chalcides boulengeri
Espèce
Chalcides boulengeri est une espèce de sauriens de la famille des Scincidae.

## Répartition
Cette espèce se rencontre au Sahara occidental, au Maroc, dans le nord de l'Algérie, en Tunisie et dans le nord-ouest de la Libye.

## Étymologie
Cette espèce est nommée en l'honneur de George Albert Boulenger.

## Publication originale
- Anderson, 1892 : On a small collection of Mammals, Reptiles, and Batrachians from Barbary. Proceedings of the Zoological Society of London, vol. 1892, p. 3-24 (texte intégral).